# Stare Kurowo

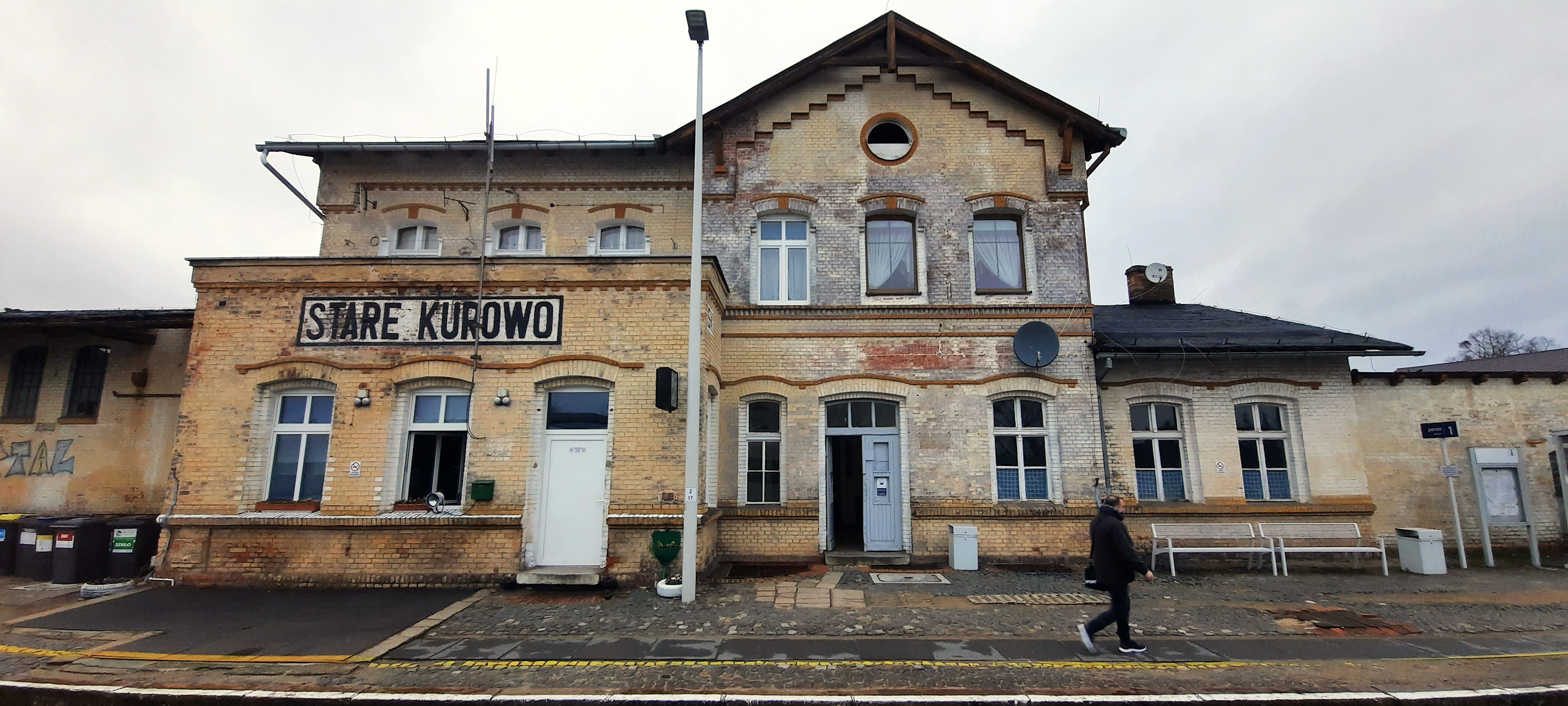
Stacja kolejowa

Stare Kurowo (niem. Altkarbe) – wieś w Polsce, położona w województwie lubuskim, w powiecie strzelecko-drezdeneckim, w gminie Stare Kurowo, której jest siedzibą.
W latach 1975–1998 miejscowość należała administracyjnie do województwa gorzowskiego.

## Nazwa
Nazwa wsi wywodzi się od nazwy własnej Kur i funkcjonowała już w średniowieczu. W źródłach istnieje również jako Garbów oraz Karbe.
12 listopada 1946 r. nadano miejscowości polską nazwę Stare Kurowo.

## Położenie
Stare Kurowo leży przy drogach wojewódzkich nr 155 i 156 Strzelce Krajeńskie – Drezdenko, na krawędzi wysoczyzny morenowej i doliny Noteci.

## Części wsi
| SIMC    | Nazwa | Rodzaj    |
| ------- | ----- | --------- |
| 0187412 | Kurki | część wsi |

## Historia
Badania archeologiczne wykazują obecność człowieka na tych terenach w epoce kamienia. 
Najstarsze znane wzmianki o miejscowości pochodzą z 1317 r. z aktu nadania Drezdenka jako Curow.
Stare Kurowo było wsią służebną zamku w Drezdenku, który w 1407 roku został sprzedany zakonowi krzyżackiemu za 700 marek.
W 1857 roku wybudowano linię kolejową łączącą Krzyż Wielkopolski z Kostrzynem nad Odrą. Przebiega ona przez południową część miejscowości.
Na przełomie XIX i XX wieku w Starym Kurowie wybudowano cegielnię, tartak, zakład metalurgiczny oraz papiernię, gdzie powstawał np. papier afiszowy i bilety kolejowe.
Stare Kurowo wróciło w granice Polski 29 stycznia 1945 roku. Zaczęli je zasiedlać Polacy powracający z robót przymusowych na terenie Niemiec oraz repatrianci z terenu Związku Radzieckiego.
W czerwcu 1945 roku powołano Ochotniczą straż pożarną w Starym Kurowie.

## Zabytki

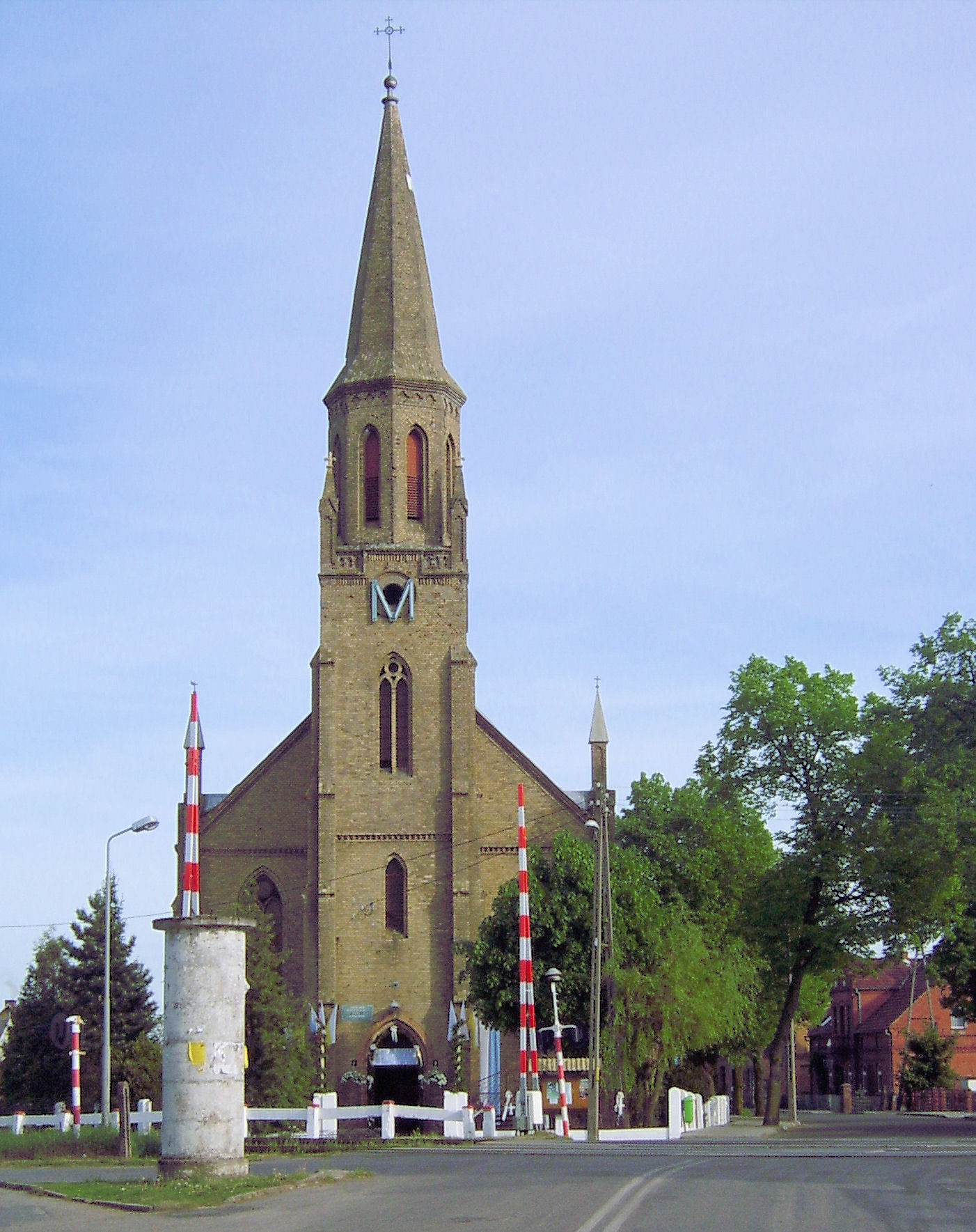
Kościół pw. śś. Piotra i Pawła

Do wojewódzkiego rejestru zabytków wpisany jest:
- kościół ewangelicki, obecnie rzymskokatolicki parafialny pod wezwaniem śś. Piotra i Pawła, neogotycki z 1877 roku[10].

## Wspólnoty wyznaniowe
- Kościół rzymskokatolicki – parafia Świętych Apostołów Piotra i Pawła[11]
- Chrześcijańska Wspólnota Ewangeliczna – placówka misyjna w Starym Kurowie[12]

## Oświata
W Starym Kurowie funkcjonuje Szkoła Podstawowa im. Czesława Wilińskiego oraz przedszkole.

## Kultura
We wsi swoją siedzibę ma Gminny Ośrodek Kultury, przy którym funkcjonuje klub seniora oraz biblioteka.

## Sport
W Starym Kurowie działa klub piłkarski Gminny Klub Sportowy „Meprozet” Stare Kurowo założony w 1948 roku i występujący w lubuskiej IV lidze oraz klub rowerowy Noteć, a także uczniowskie kluby sportowe. Infrastrukturę sportową stanowią m.in. stadion sportowy, szkolna sala gimnastyczna i kompleks boisk sportowych.